# Базенков, Николай Ильич
Николай Ильич Базенко́в (17 апреля 1901 или 4 [17] апреля 1901, Алатырь, Симбирская губерния — 13 апреля 1973, Москва) — советский авиаконструктор, организатор производства. Герой Социалистического Труда, доктор технических наук, заслуженный деятель науки и техники РСФСР.

## Биография

### Происхождение
Родился 4 (17 апреля) 1901 года в городе Алатырь Симбирской губернии в семье железнодорожного служащего. В 1919 году вступил добровольцем в РККА, после демобилизации в 1923 году поступил в Московский строительный техникум, который окончил в 1927 году.

### Работа в Государственном авиационном заводе № 22
В том же году поступил на работу в конструкторское бюро Завода № 22 имени 10-летия Октября на должность чертежника, в 1929 году был назначен младшим инженером. В 1932 году без отрыва от работы окончил МАИ. Работая заместителем главного конструктора КБ завода № 22, руководил работой по подготовке и переоборудованию самолётов ТБ-3 для экспедиции О. Ю. Шмидта на Северный полюс. По его указаниям серийные самолёты переоборудовались для этой цели. На них устанавливались дополнительные баки, обогревающие печи, специальное оборудование и т. д.

### Работа в ЦКБ-29
В 1938 году был арестован, после чего в заключении работал в особом техническом бюро НКВД СССР («шарашка») ЦКБ-29 заместителем конструктора А. Н. Туполева, с которым проработал потом всю жизнь.

### Работа в ОКБ-156
После освобождения работал в ОКБ-156 заместителем главного конструктора. В 1941 году КБ было эвакуировано в Омск, где развернулось строительство авиационного завода. Н. И. Базенков был назначен А. Н. Туполевым руководителем работ по проектированию и постройке опытного и серийного самолётов Ту-2.
С окончанием Великой Отечественной войны Н. И. Базенков возглавлял работы по реактивному самолёту Ту-14. Работая в ОКБ А. Н. Туполева его заместителем, Н. И. Базенков, наряду с руководством одним из конструкторских подразделений, одновременно являлся с 1952 года руководителем (главным конструктором) самолёта Ту-95 и всех его модификаций, в том числе и дальнемагистрального пассажирского самолёта Ту-114, а также принимал участие в создании и внедрении в производство многих самолётов. В 1971 году назначен первым заместителем генерального конструктора и ответственным руководителем ОКБ А. Н. Туполева (ММЗ «Опыт»).
Любил играть на скрипке (находясь в ЦКБ-29, сделал скрипку своими руками) и делать копии маслом картин русских художников.

### Смерть

Могила Базенкова на Новодевичьем кладбище Москвы.

Николай Ильич Базенков в послевоенные годы жил в Москве, он умер 13 апреля 1973 года, похоронен на Новодевичьем кладбище.

## Семья
- Жена — Базенкова Зоя Васильевна (1902—1988).
- Брат — Базенков, Борис Ильич (1896—1938), русский военный лётчик, советский военачальник, один из руководителей ВВС РККА, комдив.
- Дочь — Базенкова Елена Николаевна (р. 1941), работала инженером в ВИАМ.
- Сын — Базенков, Лев Николаевич (1927—2010), работал в ОКБ А. Н. Туполева в области систем бортового оборудования, заместитель главного конструктора самолёта Ту-160, почётный авиастроитель[5].

## Награды и премии
- Герой Социалистического Труда (12.7.1957)
- Ленинская премия (1957)
- Сталинская премия (?) степени (1949)[6]
- Сталинская премия первой степени (1952) — за работу в области самолётостроения
- три ордена Ленина (16.9.1945; 8.8.1947; 12.7.1957)
- два ордена Трудового Красного Знамени (2.11.1944; 6.12.1949)
- орден «Знак Почёта» (1937) — за переоборудование самолётов ТБ-3[6]
- медаль «За боевые заслуги» (28.10.1967)
- другие медали
- заслуженный деятель науки и техники РСФСР